# .swiss
.swiss è un dominio di primo livello generico assegnato alla Svizzera.